# 馬其頓 (阿拉巴馬州)
馬其頓（英語：Macedonia）是一個位於美國阿拉巴馬州皮肯斯縣的非建制地區和人口普查指定地區。根據2010年美國人口普查，該地共人口500人，而該地的面積約為10.23平方千米。

## 地理
馬其頓的座標為33°24′09″N 88°14′23″W / 33.40250°N 88.23972°W，而該地最高點為海拔高度103米（即338英尺）。